# Sea glasbruk
Sea glasbruk var ett glasbruk i Kosta i Lessebo kommun i det småländska glasriket. Glasbruket grundades 1956. Sedan 1986 ingår Sea som ett fristående dotterbolag i Orreforsgruppen, som 1990 blev en del av Orrefors Kosta Boda. 
Namnet stavas också med versala bokstäver, SEA, då namnet kommer från de första bokstäverna hos de tre grundarna: Inge Samuelsson, Sven Ernstsson och Tore Andersson. Produktionen omfattade manuell tillverkning av present- och prydnadsartiklar. 